# NGC 1514
NGC 1514 (بالإنجليزية: NGC 1514)‏ الذي يرمز له بالرمز HD 281679، هو نجم، وسديم كوكبي، في كوكبة الثور (كوكبة).

## الاكتشاف
اكتشف في 13 نوفمبر 1790، بواسطة ويليام هيرشل.